# 数码宝贝大冒险tri.角色列表
数码宝贝大冒险tri.角色列表 是日本东映动画于2015年-2018年分为6章（26话）制作的剧场版动画《數碼暴龍大冒險tri.》登场人物和数码兽一览表。

## 登場角色

### 被选召的孩子们（主角群）
八神太一（Yagami Taichi）
配音：花江夏樹（日本）
出演：松本岳（日本）
徽章 - 勇气
月岛综合高中（月島総合高校），高中二年级，八神光的哥哥，1988年出生，17岁。数码器（Digivice）的持有者。望月芽心和武之内空的同班同学。学校足球部所属，每天努力热情地练习。在6年前数码世界的冒险中，作为孩子们的队长大展身手。一心一意勇往直前的方面基本没有变，不过当然并不是还是小学时那样，现在变得能够客观地看待各种事物。最近为毕业后做什么而烦恼着。在与「感染数码兽」的战斗中亲眼目睹了出现的灾害，这从侧面让他认识到了6年前的冒险和战斗，于是开始对战斗产生迷茫。
石田大和（石田和）（Ishida Yamato）
配音：細谷佳正（日本）
出演：橋本祥平（日本）
徽章 - 友情
月岛综合高中，高中二年级，高石岳的哥哥，17岁。数码器的持有者。在八神太一和武之内空隔壁的班级。看上去是非常冷漠，但其实是很为同伴着想，热情的性格，也十分关心弟弟。其直率的一面，有时与太一的意见产生冲突。中学的时候一直在进行乐队活动，担任贝斯手和主唱。因为与队员的音乐性产生分歧，「TEE-AGE WOLVES」组合被迫解散。上高中后依然继续乐队活动，最近组成了新乐队「KNIFE OF DAY」。对新闻中把加布兽他们也当成恶徒的报道感到很愤慨，与承认这些部分属实的太一再次产生分歧。
武之内空（武之内素娜）（Takenouchi Sora）
配音：三森鈴子（日本）
出演：森田涼花（日本）
徽章 - 爱心
月岛综合高中，高中二年级，17岁。数码器的持有者。八神太一和望月芽心的同班同学。伙伴中最普通地享受着青春的一位。从之前一个活泼直爽喜爱运动的少女，逐渐地变化成与自己年龄相称的女性。兼具为对方着想的温柔和细腻，责任感强。时而为产生分歧的太一与大和协调，在伙伴当中担任解围的「大姐头」一职。
泉光子郎（Izumi Koshiro）
配音：田村睦心（日本）
出演：上村海成（日本）
徽章 - 知识
月岛综合高中，高中一年级，16岁。数码器的持有者。太刀川美美的同班同学。懂电脑和网络，是智慧的理论派，状况把握与分析能力见长。通过网络与全世界被选召的孩子们交流，能看到他积极的一面，不过也有专注于收集知识和信息等眼前一件事而无视周围情况的一面。因为在为美国好友的工作室帮忙，身为高中生的他就获得了高薪收入，在高层写字楼构建了自己的办公室。
太刀川美美（Tachikawa Mimi）
配音：吉田仁美（日本）
出演：田上真里奈（日本）
徽章 - 纯真
月岛综合高中，高中一年级，16岁。数码器的持有者。泉光子郎的同班同学。开朗、天真烂漫性格的女孩，也有我行我素、任性的一面，基本是一位温柔，人见人爱的女孩。喜欢唱歌是个麦霸，受双亲影响具有独特的味觉。因为父母工作的原因离开日本到美国去生活，这次暂时回国。在国外的生活可能也磨练了自己积极、行动迅速的一面。
城户丈（城户助）（Kido Joe）
配音：池田純矢（日本）
出演：小松準弥（日本）
徽章 - 诚实
在东京都的一家补习学校上学的高中三年级生，18岁。数码器的持有者。敦厚老实、认真的性格，以大学医学部为目标，度过着埋头学习的每一天，不过由于成绩不如意而开始烦恼起来。已经有了女朋友，但其他被选召的孩子们却不相信。
高石岳（高石武/高石猛）（Takaishi Takeru）
配音：榎木淳彌（日本）
出演：野見山拳太（日本）
徽章 - 希望
御台场中学（お台場中学校），中学二年级，石田大和的弟弟，14岁。原姓石田，9年前父母离异时跟随母亲，随母亲的姓氏。绿色D-3的持有者。与光子郎一样，通过自己开设的博客与全世界被选召的孩子们交流。在学校好像很受女同学欢迎，常被大和与光调侃。
八神光（八神嘉儿）（Yagami Hikari）
配音：M·A·O（日本）
出演：重石邑菜（日本）
徽章 - 光明
御台场中学，中学二年级，八神太一的妹妹，14岁。粉色D-3的持有者。经常牵挂着哥哥，温柔的性格，但也有内心强大的一面。喜欢甜品，小学的时候就对拍照摄影很感兴趣，现在也还在保持。因为可爱的魅力，很受哥哥所属的足球部的队员们的青睐。

### 新作被选召的孩子（新主角）
望月芽心（Mochizuki Meiko）
配音：荒川美穗（日本）
月岛综合高中（月島総合高校），高中二年级，17岁。数码器（Digivice）的持有者。八神太一和武之内空的同班同学。从鸟取县转校而来，在御台场街上找东西的时候被卷入进数码兽的战斗中。有点认生，给人一种温顺的印象。

### 前代被选召的孩子们
西島大吾（Daigo Nishijima）
配音：浪川大輔（日本）
前代被选召的孩子们之一，数码器（Digivice）的持有者。月島綜合高中非專職教員，八神太一的副班主任，教導書法。姫川真希的下屬兼青梅竹馬和前男友。本職工作是国立情报处理局情报通信战略课情报管理科二级管理担当官，受命進入月島高中接觸和协助太一等人。最后为救太一和大辅他们而身负重伤并消失在爆炸之中。
姫川真希（Maki Himekawa）
配音：甲斐田裕子（日本）
前代被选召的孩子们之一，数码器的持有者。西岛大吾上司兼青梅竹馬和前女友。本職工作是国立情报处理局情报通信战略课情报管理科管理官，表面上協助八神太一他們，背地里跟世界树和黑玄内合作，為了利用太一他們强制「重啟」數碼世界，使自己的搭档数码兽復活。最后在黑暗之海（暗黒の海）遇到深潜者并失踪。

### 前作被选召的孩子们
以下四人在本作未配音，仅以剪影登场。
本宮大輔（Motomiya Daisuke）
徽章 - 勇气/友情/奇迹
御台场中学（お台場中学校），中学二年级，1991年出生，14歲。蓝色D-3的持有者。在數碼世界中失蹤，后被八神太一和西島大吾所救。
井上京（井之上京/井上京子）（Inoue Miyako）
徽章 - 爱心/纯真
御台场中学，中学三年级，15岁，红色D-3的持有者。在數碼世界中失蹤，后被八神太一和西島大吾所救。
火田伊織（Hida Iori）
徽章 - 知识/诚实
御台场小学（お台場小学校），小学六年级，12岁。黄色D-3的持有者。在數碼世界中失蹤，后被八神太一和西島大吾所救。
一乘寺賢（Ichijouji Ken）
徽章 - 温柔
中学二年级，14岁。黑色D-3的持有者。在數碼世界中失蹤，后被八神太一和西島大吾所救，期间黑玄内经常伪装成数码恺撒的模样。

### 被选召孩子们的家人
八神進（Yagami Susumu）
配音：千葉進步（日本）
八神太一和八神光的父亲。
八神裕子（Yagami Yuko）
配音：重松花鳥（日本）
八神太一和八神光的母亲。
泉政實（Izumi Masami）
泉光子郎的养父。
泉佳江（Izumi kae）
泉光子郎的养母。
城户先生（Mr. Kido）
城户丈的父亲。
丈的母亲（Joe's mother）
配音：重松花鳥（日本）
望月教授（Professor Mochizuki）
配音：青山穰（日本）
望月芽心的父亲。
芽心的母亲（Meiko's mother）
配音：吉田仁美（日本）

### 其他角色
黑玄内（Black Genai）
配音：平田廣明（日本）
為了在现实世界活动，而偽裝成玄内的数据体，与世界树存在相互利用的关系。经常伪装成数码恺撒（一乘寺贤）的模样。与姬川真希合作将数码世界强制「重启」。行为举止古怪变态。秩序兽被击杀后，继续计划着下次要召喚何種災禍。
玄内（Genai）
期望数码世界安定者（恒常性）的代理人，与本宫大辅、井上京、火田伊织、一乘寺贤一同被困在装置里休眠。
期望数码世界安定者（恒常性）（Homeostasis）
恒常性曾经在四圣兽对战黑暗四天王时附身姬川真希，且从6年前开始会在关键时刻附身八神光。
世界樹（Yggdrasill）
与黑玄内存在相互利用的关系，通过姬川真希将数码世界强制「重启」。最后被恒常性强制关闭。
深潜者（Deep Ones）
半鱼兽的原型，生活在黑暗之海（暗黒の海），侍奉达贡兽，可以与人类生下混种的后代。

### 争议角色
秋山辽（Akiyama Ryo）
第6章（网络配信版第25话）中，泉光子郎在向其他被选召的孩子们解释数码世界「重启」时候，大部分数码兽数据资料备份进了缅因猫兽体内，此时插入了剧场版《数码宝贝大冒险 我们的战争游戏！》（2000年）里观战的几组世界各地孩子们5年后（2005年）相貌的定格画面。而在剧场上映版第6章1小时6分48秒左右（网络配信版第25话10分30秒左右），出现了疑似秋山辽手持数码器（Digivice）的画面，该定格画面是致敬《我们的战争游戏！》里秋山辽在土耳其深山中使用笔记本电脑观战并向泉光子郎发送应援电子邮件。元永庆太郎团队并不清楚当年细田守团队将秋山辽在该画面登场的用意，甚至不清楚秋山辽的角色设定，以为该画面只是路人角色，导致出现较为严重破坏设定的致敬失误。

### 主角群搭档数码兽
亚古兽（Agumon）
配音：坂本千夏（日本）
操演：吉原秀幸（日本）
八神太一的搭档数码兽。如同過去，保持着樂天又開朗的個性，還有不管發生什麼事，都不會離開太一身邊，非常信任着太一，即使因「重啟」而導致失去記憶，仍接受了太一。
成长期，爬虫类型，疫苗种。
必杀技：小型火焰（Baby Flame）
進化順序：
黑球兽（Botamon）
幼年期Ⅰ，软泥型，无属性。
必杀技：酸性泡泡（San no Awa）
滚球兽（Koromon）
幼年期Ⅱ，小型，无属性。
必杀技：泡泡（泡沫）（Awa）
暴龙兽（Greymon）
成熟期，恐龙型，疫苗种。
必杀技：超級火焰（Mega Burst）
金属暴龙兽（机械暴龙兽）（Metal Greymon）
完全体，改造型，疫苗种。
必杀技：千兆破坏炮（究极破坏炮）（Giga Destroyer）
战斗暴龙兽（War Greymon）
究极体，龙人型，疫苗种。
必杀技：盖亚之力（盖亚能量炮/巨型破坏弹）（Gaia Force）
奥米加兽（奥麦加兽/亚米加兽/欧米加兽）（Omegamon）
究极体，圣骑士型，疫苗种。
必杀技：暴龙剑（暴龙飓风剑）（Grey Sword）
加布兽（Gabumon）
配音：山口眞弓（日本）
操演：大谷誠（日本）
石田大和的搭档数码兽。溫柔又害羞的個性，讓他很體貼不善表達感情的大和，失去記憶後，也依然支撐着因目睹太一的「遇難」而故作堅強的大和。
成长期，爬虫类型，数据种/疫苗种。
必杀技：小火焰弹（爆炎火焰彈）（Petit Fire）
進化順序：
犄角兽（独角兽）（Tunomon）
幼年期Ⅱ，小型，无属性。
必杀技：泡泡（Awa）
加鲁鲁兽（Garurumon）
成熟期，兽型，数据种/疫苗种。
必殺技：妖狐火焰（Fox Fire）
狼人加鲁鲁兽（兽人加鲁鲁兽）（Were Garurumon）
完全体，兽人型，数据种/疫苗种。
必殺技：恺撒锐爪（Kaiser Nail）
金属加鲁鲁兽（钢铁加鲁鲁兽）（Metal Garurumon）
究极体，改造型，数据种。
必殺技：冰狱冷冻气（绝对冷冻气/绝对零度风暴/冥河吐息）（Cocytus Breath）
奥米加兽（奥麦加兽/亚米加兽/欧米加兽）（Omegamon）
究极体，圣骑士型，疫苗种。
必杀技：加鲁鲁炮（加鲁鲁加农炮）（Garuru Cannon）
比丘兽（皮悠兽）（Piyomon）
配音：重松花鳥（日本）
操演：美波利奈（日本）
武之内空的搭档数码兽。相當依賴空，不過失去記憶後，認為空的關心不懷好意，對空抱持嚴重的敵意與不信任，後來在空的努力下終於接受空。在恢復記憶後對失去記憶時對空的態度感到自責。
成长期，雏鸟型，疫苗种。
必杀技：魔法火焰（Magical Fire）
進化順序：
比高兽（球根兽）（Pyocomon）
幼年期Ⅱ，球根型，无属性。
必杀技：肥皂花（肥皂之花）（Shabo Flower）
鸟龙兽（巴多拉兽）（Birdramon）
成熟期，巨鸟型，数据种/疫苗种。
必杀技：陨石巨翼（Meteor Wing）
迦楼罗兽（伽楼达兽）（Garudamon）
完全体，鸟人型，疫苗种。
必杀技：影翼斩（影翼）（Shadow Wing）
凤凰兽（圣鹰兽）（Hououmon）
究极体，圣兽型，疫苗种。
必杀技：星光爆破（星光爆裂）（Starlight Explosion）
瓢虫兽（甲虫兽）（Tentomon）
配音：櫻井孝宏（日本）
操演：松岡拓弥（日本）
泉光子郎的搭档数码兽。操着一口迷之关西腔，活跃气氛的角色。在最後是僅存未被感染的数码兽，為了救其他被感染的夥伴們，進化為究极体，將其推入「重啟」的數碼世界。
成长期，昆虫型，疫苗种/病毒种。
必杀技：飞翼闪电（小型闪电/小型雷电）（Petit Thunder）
進化順序：
年糕兽（Mochimon）
幼年期Ⅱ，小型，无属性。
必杀技：伸缩性泡泡（Shinshukusei no aru Awa）
独角仙兽（比多兽）（Kabuterimon）
成熟期，昆虫型，疫苗种。
必杀技：百万冲击波（米加巨炮/百万爆破/百万爆炎）（Mega Blaster）
阿特拉独角仙兽（超比多兽）（Atlur Kabuterimon）
完全体，昆虫型，疫苗种。
必杀技：巨角破坏炮（超大角炮）（Horn Buster）
赫拉克勒独角仙兽（赫拉克勒比多兽/力神比多兽/究极比多兽）（Herakle Kabuterimon）
究极体，昆虫型，疫苗种。
必杀技：千兆冲击波（千兆爆破/究极冲击炮）（Giga Blaster）
棕榈兽（巴鲁兽）（Palmon）
配音：山田茸（日本）
操演：鷲谷美智子（日本）
太刀川美美的搭档数码兽。天真無邪的個性讓她很依賴美美，但也會不遺餘力的保護美美。
成长期，植物型，数据种/疫苗种。
必杀技：毒蔓藤（毒藤）（Poison Ivy）
進化順序：
种子兽（Tanemon）
幼年期Ⅱ，球根型，无属性。
必杀技：粘着性泡泡（Nenchakusei no Awa）
针刺兽（仙人掌兽/荆棘兽）（Togemon）
成熟期，植物型，数据种/病毒种。
必杀技：尖尖碰碰拳（刺刺大乱射/尖刺攻击）（Chikuchiku Bang Bang）
百合兽（花仙兽/仙女兽）（Lilimon）
完全体，妖精型，数据种。
必杀技：花仙炮（鲜花飞弹）（Flow' Cannon）
蔷薇兽（高雅蔷薇兽/玫瑰兽）（Rosemon）
究极体，妖精型，数据种。
必杀技：禁断诱惑（禁忌之诱惑）（Forbidden Temptation）
斑海豹兽（哥玛兽）（Gomamon）
配音：竹内順子（日本）
操演：三宅良（日本）
城户丈的搭档数码兽。四肢是鰭肢的緣故無法像其他数码兽活動自如，話雖如此仍做着自己做得到的事。
成长期，海兽型，疫苗种。
必杀技：鱼群大暴走（鱼群大进军）（Marching Fishes）
進化順序：
布加兽（Caprimon）
幼年期Ⅱ，小型，无属性。
必杀技：空气泡泡（Kuuki no Awa）
一角兽（海狮兽/独角鲸兽）（Ikkakumon）
成熟期，海兽型，疫苗种。
必杀技：鱼叉火神炮（鱼叉机关炮/尖角导弹）（Harpoon Vulcan）
祖顿兽（Zudomon）
完全体，海兽型，疫苗种。
必杀技：重锤火花（Hammer Spark）
维京兽（维京毛人兽）（Vikemon）
究极体，海兽型，自由种/数据种/疫苗种。
必杀技：极寒暴风雪（北极暴风雪/北极风暴）（Arctic Blizzard）
巴达兽（Patamon）
配音：松本美和（日本）
操演：池田謙信（日本）
高石岳的搭档数码兽。天真卻又固執，非常喜歡阿岳。在太一等人去到「重啟」後的數碼世界時，以迪哥獸的模樣一直吹着從喵喵獸那硬借來的哨子，引導眾人再次相聚。
成长期，哺乳类型，数据种。
必杀技：空气炮（Air Shot）
進化順序：
迪哥兽（Tokomon）
幼年期Ⅱ，小型，无属性。
必杀技：牙咬（Kamitsuki）
天使兽（Angemon）
成熟期，天使型，疫苗种。
必杀技：天堂之拳（Heaven's Knuckle）
神圣天使兽（Holy Angemon）
完全体，大天使型，疫苗种。
必杀技：天国之门（天堂通道）（Heaven's Gate）
炽天使兽（究极天使兽/塞拉菲兽）（Seraphimon）
究极体，炽天使型，疫苗种。
必杀技：七重天堂（七星天堂）（Seven Heavens）
迪路兽（Tailmon）
配音：德光由禾（日本）
操演：庄野早冴子（日本）
八神光的搭档数码兽。依然很保護小光，但卻因目睹太一的「遇難」大受打擊的小光，在絕望下導致黑暗進化，并最终成为秩序兽的一部分。
成熟期，圣兽型，疫苗种。
必杀技：猫猫拳（Neko Punch）
進化順序：
喵喵兽（猫猫兽/小猫兽/咪罗兽）（Nyaromon）
幼年期Ⅱ，小型，无属性。
必杀技：狐尾（妖狐之尾）（Fox Tail）
普罗特兽（小狗兽/波多兽/宝路兽）（Plotmon）
成长期，哺乳类型，疫苗种/数据种。
必杀技：小狗咆哮（小狗怒吼/发怒吼鸣）（Puppy Howling）
天女兽（Angewomon）
完全体，大天使型/天使型，疫苗种/自由种。
必杀技：神圣之箭（神圣弓箭/神圣光箭）（Holy Arrow）
圣龙兽（Holydramon）
究极体，圣龙型，疫苗种/自由种。
必杀技：神圣烈焰（神圣火焰）（Holy Flame）
座天使兽：堕落形态（神圣天女兽：堕落形态/奥菲尼兽：堕落形态）（Ophanimon: Falldown Mode）
究极体，堕天使型，疫苗种。
必杀技：炎狩狱镰（烈火地狱镰）（Flame Hellscythe）
秩序兽（Ordinemon）
究极体，堕天使型，病毒种/自由种。
必杀技：世界终结（End of the world）
奥米加兽：慈悲形态（奥麦加兽：慈悲形态/亚米加兽：慈悲形态/欧米加兽：慈悲形态）（Omegamon: Merciful Mode）
奥米加兽与鳳凰獸、赫拉克勒比多獸、薔薇獸、維京獸、究極天使獸、聖龍獸合體而成。
究极体，圣骑士型，疫苗种。
必杀技：虞玲刀（Gureitou）

### 新作搭档数码兽
缅因猫兽（缅库兽）（Meicoomon）
配音：森下由樹子（日本）
望月芽心的搭档数码兽。从神秘數碼蛋中诞生的数码兽，是感染的根源，數碼世界「重啟」后并未失去记忆。经过一系列波折后黑暗進化，并最终成为秩序兽的一部分。
成熟期，种族不明，病毒种/自由种。
必杀技：禁闭之爪（闭合之爪）（Shut Claw）
進化順序：
缅破兽：凶恶形态（Meicrackmon: Vicious Mode）
完全体，种族不明，病毒种/自由种。
必杀技：毛毡分身（刺毛分身/氈制）（Felt Made）
拉贵尔兽（Raguelmon）
究极体，堕天使型，病毒种/自由种。
必杀技：塔拉尼斯式（Form Taranis）
秩序兽（Ordinemon）
究极体，堕天使型，病毒种/自由种。
必杀技：世界终结（End of the world）

### 前代搭档数码兽
梦貘兽（食梦兽/巴古兽）（Bakumon）
配音：石原夏織（日本）
姫川真希的搭档数码兽。
成长期，圣兽型，疫苗种。
必杀技：恶梦症候群（Nightmare Syndrome）
進化順序：
百万龙兽（机械飞龙兽/超蛇龙兽/超龙兽）（Megadramon）
因对战黑暗四天王，吸收四圣兽的力量与其同归于尽。
完全体，改造型，病毒种。
必杀技：灭绝攻击（种族灭绝攻击/喷射飞弹/灭迹攻击）（Genocide Attack）
小熊兽（Bearmon）
西島大吾的搭档数码兽。
成长期，兽型，疫苗种。
必杀技：小熊正拳冲（Koguma Seikenduki）
進化順序：
装载狮子兽（装甲狮子兽）（Loader Liomon）
完全体，机械型，疫苗种。
必杀技：装载晨星（Loader Morning Star）
白虎兽（Baihumonn）
守护数码世界的西方，操纵钢之力的四圣兽之一。
究极体，圣兽型，数据种。
必杀技：金刚（Kongou）
三角龙兽（三觭龙兽）（Triceramon）
前代被选召的孩子们之一的搭档数码兽。
完全体，角龙型，疫苗种。
必杀技：三角攻击（三角突击）（Tri-Horn Attack）
進化順序：
青龙兽（擒龙兽）（Qinglongmon）
守护数码世界的东方，操纵雷之力的四圣兽之一。
究极体，圣龙型，数据种。
必杀技：苍雷（Sourai）
大蛇兽（皇蛇兽）（Orochimon）
前代被选召的孩子们之一的搭档数码兽。
完全体，魔龙型，病毒种。
必杀技：天丛云（天丛云剑）（Ame no Murakumo）
進化順序：
玄武兽（Xuanwumon）
守护数码世界的北方，操纵水之力的四圣兽之一。
究极体，圣兽型，疫苗种。
必杀技：雾幻（Mugen）
骏鹰兽（仙鹰兽/马鹰兽）（Hippogriffomon）
前代被选召的孩子们之一的搭档数码兽。
完全体，幻兽型，数据种。
必杀技：高温热波（高热波）（Heat Wave）
進化順序：
朱雀兽（Zhuqiaomon）
守护数码世界的南方，操纵炎之力的四圣兽之一。
究极体，圣鸟型，病毒种。
必杀技：红焰（Kouen）

### 前作搭档数码兽
帝皇龙兽：龙形态
疑似本宫大辅和一乘寺贤的搭档数码兽。被感染后，在伪装成数码恺撒的黑玄内操控之下，于空间扭曲深处襲擊伙伴们，后被击败。
究极体，古代龙型，自由种/数据种/疫苗种/病毒种。
必杀技：百万死亡（百万屠杀/百万灭亡/超级死亡）（Mega Death）
進化順序：
帝皇龙兽：战士形态（帝皇龙兽：战斗形态/帝皇龙兽：作战形态/帝皇龙兽：龙人形态/帝皇龙兽：攻击形态）（Imperialdramon: Fighter Mode）
究极体，古代龙人型，自由种/疫苗种/病毒种。
必杀技：千兆死亡（千兆屠杀/超级死亡）（Giga Death）

### 其他数码兽
阿尔法兽（奥法兽）（Alphamon）
世界树的使者（皇家骑士）。
究极体，圣骑士型，疫苗种。
必杀技：圣剑格雷达尔法（圣剑初始阶段）（Seiken Gradalpha）
阿尔法兽：王龙剑（奥法兽：王龙剑）（Alphamon: Ouryuken）
究极体，圣骑士型，疫苗种。
必杀技：究极战刃王龙剑（Kyukyoku Senjin Ouryuken）
哈克獸（Hackmon）
配音：武內駿輔（日本）
期望数码世界安定者（恒常性）的使者。
成長期，小龙型，数据种。
必杀技：小型火焰（Baby Flame）
杰斯獸（Jesmon）
究极体，圣骑士型，数据种。
必杀技：辙剑成败（辙剑制裁/辙剑审判）（Tekken Seibai）
小丑兽（Piemon）
黑暗四天王之一。
究极体，魔人型，病毒种。
必杀技：王牌飞剑（皇牌飞刀/夺命飞剑）（Trump Sword）
无限龙兽（机械邪龙兽）（Mugendramon）
黑暗四天王之一。
究极体，机械型，病毒种。
必杀技：无限大炮（Mugen Cannon）
匹诺曹兽（木偶兽）（Pinochimon）
黑暗四天王之一。
究极体，玩偶型，病毒种。
必杀技：弹丸重锤（爆炸铁锤/飞锤光弹/血爆之锤）（Bullet Hammer）
金属海龙兽（钢铁海龙兽）（Metal Seadramon）
黑暗四天王之一。
究极体，改造型，数据种。
必杀技：究极波浪炮（钢铁海龙炮）（Ultimate Stream）
半鱼兽（奇蛙兽）（Hangyomon）
侍奉达贡兽的「深潜者」。
完全体，水栖兽人型，数据种。
必杀技：强袭捕鱼（强袭鱼叉/鱼叉重击）（Strike Fishing）
怨毒吸血魔兽：不死（究极吸血魔兽：不死/巴伊那姆班底兽：不死）（Venom Vamdemon Undead）
究极体，不死型，病毒种。
猿猴兽（悟空兽/猩猩兽）（Etemon）
出演：Ore-no-Graffiti（日本）
完全体，玩偶型，病毒种。
必杀技：爱之小夜曲（爱心光线/爱情小夜曲/爱之小夜曲）（Love Serenade）
大王猿猴兽（大王悟空兽/大王猩猩兽）（King Etemon）
究极体，玩偶型，病毒种。
必杀技：耍猴戏（Saru Shibai）
恶魔兽（Devimon）
成熟期，堕天使型，病毒种。
必杀技：死亡之爪（恶魔之爪）（Death Claw）
狮子兽（Leomon）
配音：平田廣明（日本）
成熟期，兽人型，疫苗种。
必杀技：兽王拳（Juuouken）
恶鬼兽（奥加兽）（Orgemon）
成熟期，鬼人型，病毒种。
必杀技：霸王拳（Haouken）
巫师兽（Wizarmon）
成熟期，魔人型，数据种。
必杀技：雷云（雷云召唤/雷电召唤/蓝激光）（Thunder Cloud）
电力兽（艾力兽）（Elecmon）
配音：高田康弘（日本）
成长期，哺乳类型，数据种。
必杀技：闪烁雷击（闪光电击）（Sparkling Thunder）

### 其他
旁白（Narration）
配音：平田廣明（日本）
播音员（Announcer）
配音：松澤千晶（日本）

## 注解
1. ↑  本作共经历过五次标签修改（TV动画版→剧场版→OVA→剧场版→剧场版/OVA混用）。
2. ↑  官方汉字为
3. 1 2 3  深潜者（Deep Ones）是住在海底的类人种族，外观为鱼头人身，身上的主色是灰绿色，但有白色的腹部，四肢的指间有蹼，身上覆有鳞，眼睛如鱼眼一般突出且不会合上，颈部有鳃，在陆上行动时会用两脚或四肢蛙跳跃进，在相关典籍中被描述为像蛙的鱼或像鱼的蛙，身上带有浓厚的鱼腥味，也有不少完全脱离人形。此外深潜者可以与人类生下混种的后代，变回原型的奇蛙兽们曾要求八神光作为它们配偶。
4. 1 2  以父神达贡（Dagon）命名，霍华德·菲利普斯·洛夫克拉夫特笔下的短篇小说《印斯茅斯疑雲》中被深潜者信仰并效忠的两名较小的旧日支配者之一。但达贡兽的外貌是根据克苏鲁神话中的克苏鲁进行设计的。
5. ↑  WS游戏《数码兽大冒险：阳极驯兽师》《数码兽大冒险：阴极驯兽师》《数码兽大冒险02：组合驯兽师》《数码兽大冒险02：D-1驯兽师》《数码兽驯兽师：勇敢的驯兽师》男一号，TV动画《数码兽驯兽师》和剧场版《数码兽驯兽师 暴走特急》男三号，漫画《数码兽大冒险V驯兽师01》、剧场版《数码兽大冒险 我们的战争游戏！》、TV动画《数码兽大冒险02》《数码兽合体战争 ～穿越时空的少年猎人们～》、剧场版《数码兽大冒险tri. 第6章 我们的未来》客串角色，穿越不同的时空和宿敌千年兽进行宿命的对决。曾解救动画版太一等人、曾和一乘寺贤是朋友搭档、曾和松田启人等人并肩作战、曾和动画前三部主役数码兽搭档、曾和漫画版太一决斗、曾协助过明石激和工藤大器等人。
6. ↑  稱號上是歷代最多的，“第九位被選召的孩子”、“1999年最後的被選召的孩子”、“特異的驯兽师”、“D-1驯兽师”、“勇敢的驯兽师”、“流浪的驯兽师”、“最强的驯兽师”、“傳說中的驯兽师”等。
7. 1 2 3 4  四圣兽（四聖獣，The Four Sovereign）是守护数码世界东西南北四个方位，确保数码世界安定的四位究极体圣兽型数码兽。他们分别是守护北方的操纵水之力的玄武兽、守护东方操纵雷之力的青龙兽、守护南方操纵炎之力的朱雀兽、守护西方操纵钢之力的白虎兽。四圣兽的特征为拥有4只眼和身体外的12个「数码核」。四圣兽是以中国神话天之四灵和日本神话京都四大守护神为原型。
8. 1 2 3 4  「黑暗四天王」（ダークマスターズ，Dark Masters）又称「魔山四天王」（魔の山の四天王）和「邪恶四天王」（悪の四天王），由鋼鐵海龍獸、木偶兽、无限龙兽、小丑兽四位究极体数码兽组成。